# 사보이궁

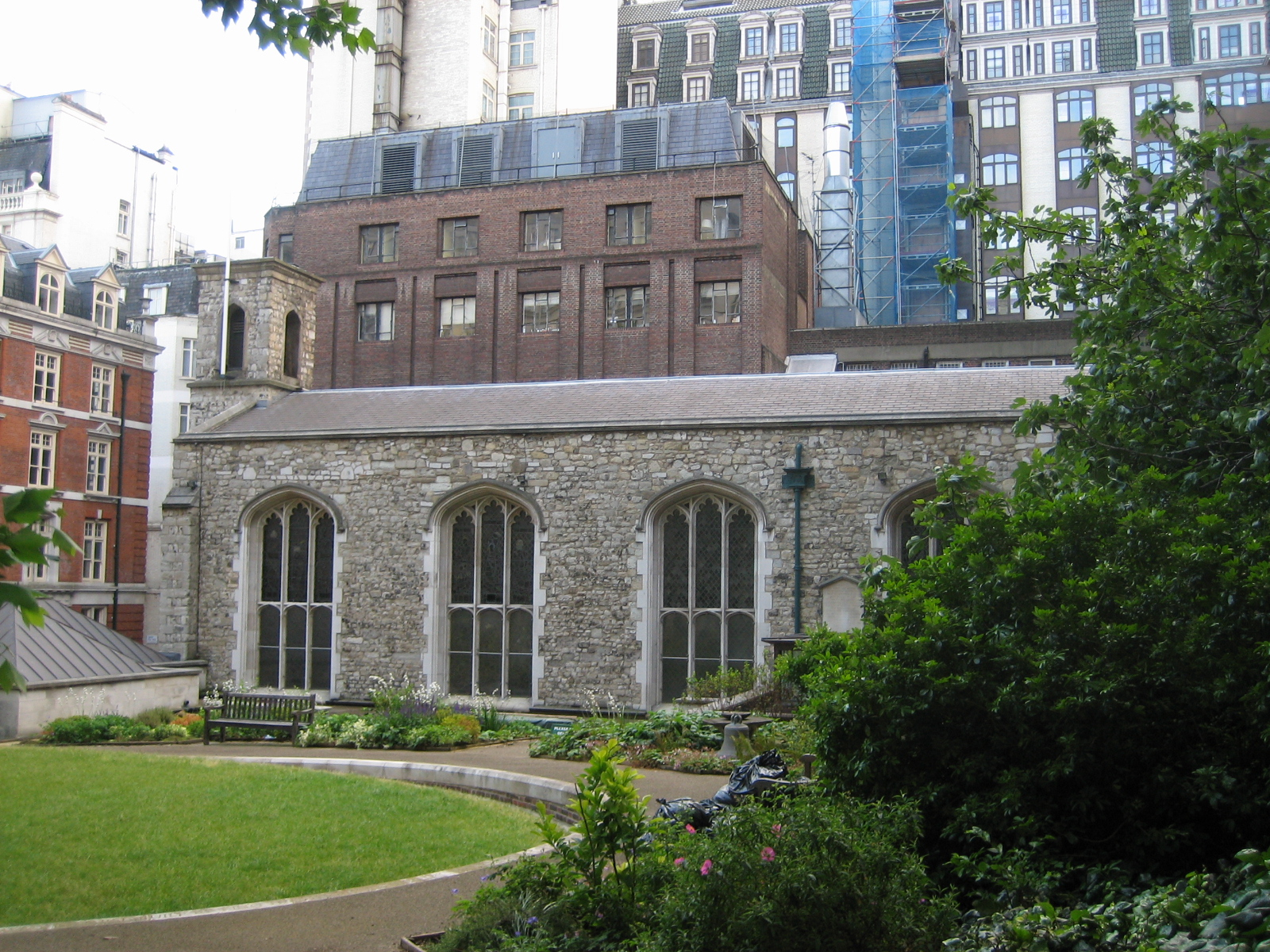
사보이 채플.

사보이 궁전(Savoy Palace)은 중세시대 런던의 가장 큰 귀족들의 타운하우스로 여겨지며, 1381년 와트 타일러의 난의 난으로 파괴될 때까지 곤트의 존의 거처이기도 했다. 현재 사보이 극장과 사보이 호텔이 있는 스트랜드와 템스강 사이에 위치했으며, 이 건물들은 사보이 궁전을 기념하여 이름 붙여진 것이다.